# التصدي للسرطان

شعار التصدي للسرطان (SU2C)

التصدي للسرطان (SU2C) هي مبادرة خيرية تابعة لمؤسسة صناعة الترفيه [الإنجليزية] (EIF). تهدف لجمع تبرعات كبيرة لدعم أبحاث السرطان التحويلية عبر حملات إلكترونية وتلفزيونية. يعد برنامج التبرعات التليفزيوني من أهم البرامج التي بُثت لأول مرة عبر أربع شبكات بث رئيسة في أكثر من 170 دولة في 5 سبتمبر 2008. جمعت الحملة أكثر من 100 مليون دولار خلال تلك الليلة. تُوزع الجمعية الأمريكية لأبحاث السرطان الأموال التي جمعتها التصدي للسرطان.

## التاريخ
أسست مجموعة من النساء، اللواتي تأثرن بالسرطان، واعتقدن أن دمج موارد صناعة الإعلام والترفيه في كيان موحد يمكن أن يكون أكثر فعالية في محاربة المرض، حملة {{مض|التصدي للسرطان}} في خريف عام 2007.
أُطلقت حملة التصدي للسرطان رسميًا في 27 مايو 2008. يضم مجلس المؤسسين والمستشارين (CFA) حاليًا كلًا من كاتي كوريك، وشيري لانسينج، وكاثلين لوب، وليزا بولسن، وراستي روبرتسون، وسو شوارتز، وباميلا أواس ويليامز، وإيلين زيفرن. كان جميع الأعضاء الحاليين في المجلس منتجين مشاركين في البرنامج التلفزيوني الخاص لعام 2012. تولت المؤسس المشارك الراحلة لورا زيسكين [الإنجليزية] مسؤولية الإنتاج التنفيذي لكلا البثين اللذين بُثّا في 5 سبتمبر 2008 و10 سبتمبر 2010. يشغل الدكتور سونغ بوبليتي، الحاصل على درجة الدكتوراه، منصب الرئيس التنفيذي لشركة التصدي للسرطان منذ عام 2011. في المملكة المتحدة، أطلقت القناة الرابعة، بالتعاون مع مؤسسة أبحاث السرطان في المملكة المتحدة، نسختها الخاصة من برنامج التصدي للسرطان [الإنجليزية] في أكتوبر 2012، والتي تستمر سنويًا منذ ذلك الحين.

## المبادرة
تسعى حملة التصدي للسرطان إلى زيادة الوعي وتعزيز الفهم بأن الجميع مرتبطون بمرض السرطان بطريقة أو بأخرى. أحد الإحصاءات الشائعة التي تستخدمها الحملة، والتي تستند إلى بيانات جمعية السرطان الأمريكية، هي: واحد من كل رجلين وواحدة من كل ثلاث نساء ستُشخص إصابتهم بالسرطان في حياتهم، وهذا يعني أن الجميع متأثرون بطريقة ما، أو سيتأثرون به.

وقد تضمنت الحملة لحظات بُثت على التلفاز خلال مباريات بطولة العالم لكرة القاعدة حيث يقف المشجعون حرفيًا «التصدي للسرطان» من خلال الوقوف وحمل لافتات مكتوب عليها أسماء الأصدقاء والأحباء الذين عانوا من هذا المرض.

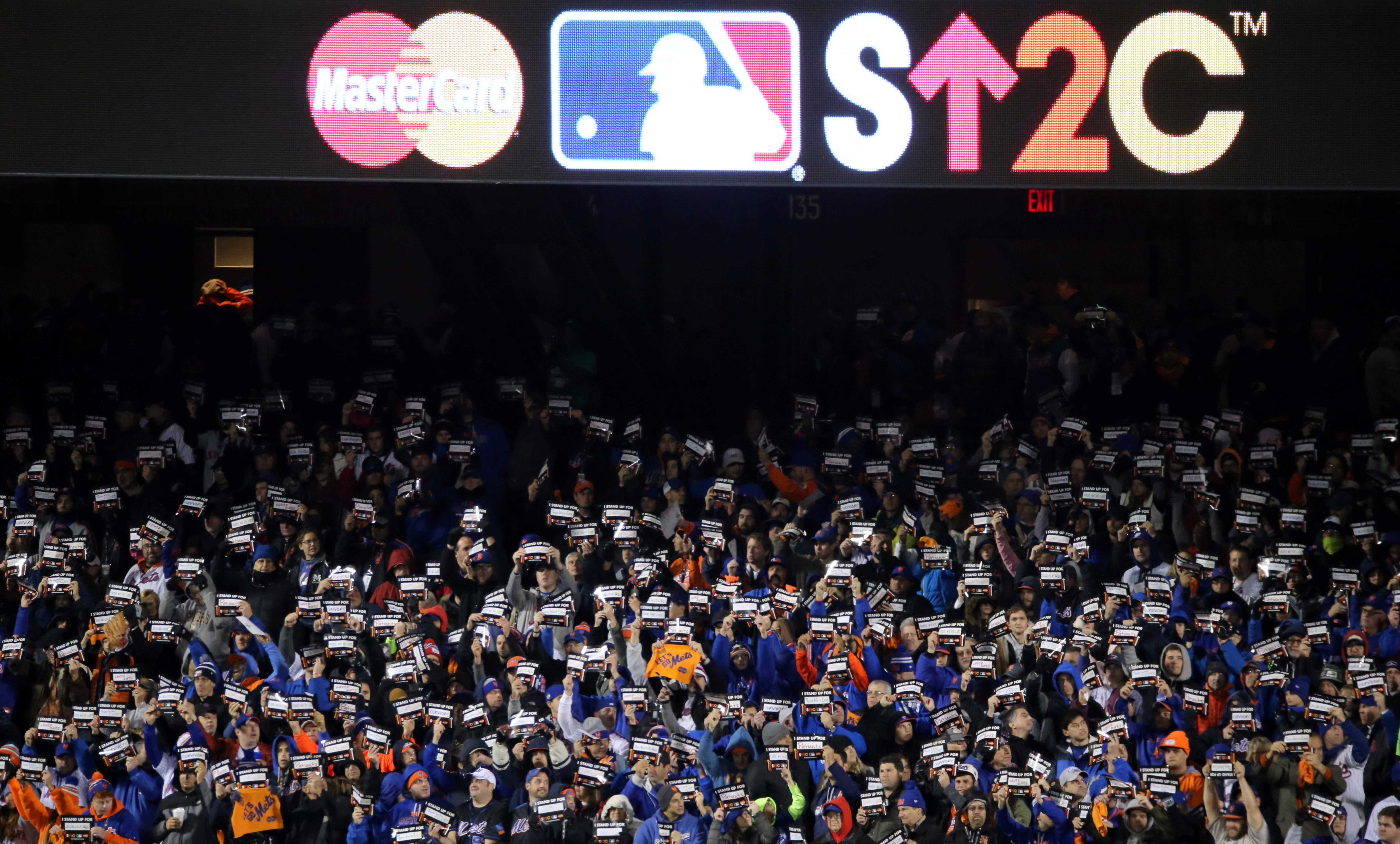
يشيد المشجعون بالوقوف مع علامات خلال المباراة الثالثة من بطولة العالم لعام 2015
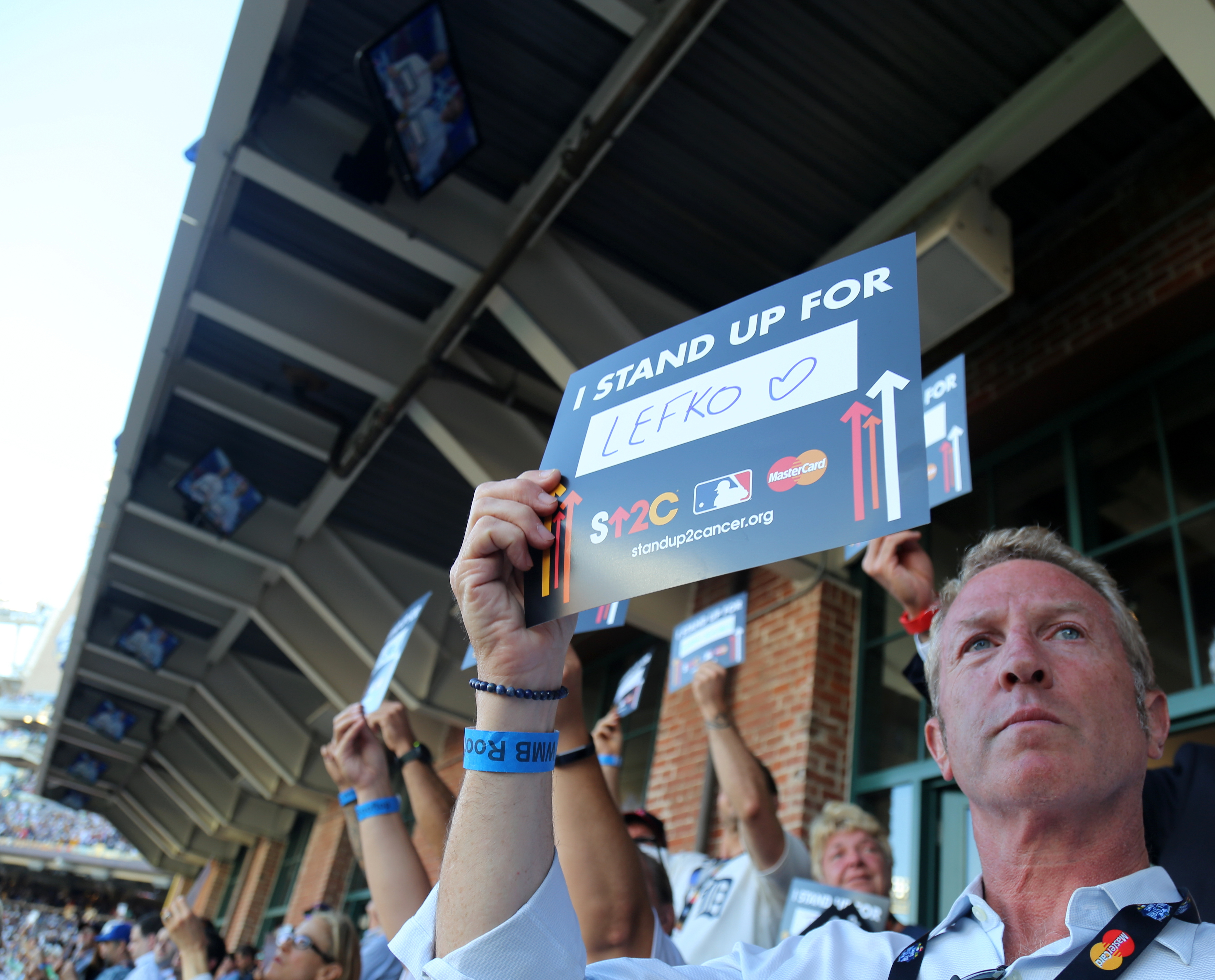
المشجعون يعربون عن تقديرهم بالوقوف مع اللافتات في مباراة كل نجوم دوري البيسبول الرئيسي لعام 2016 [الإنجليزية]
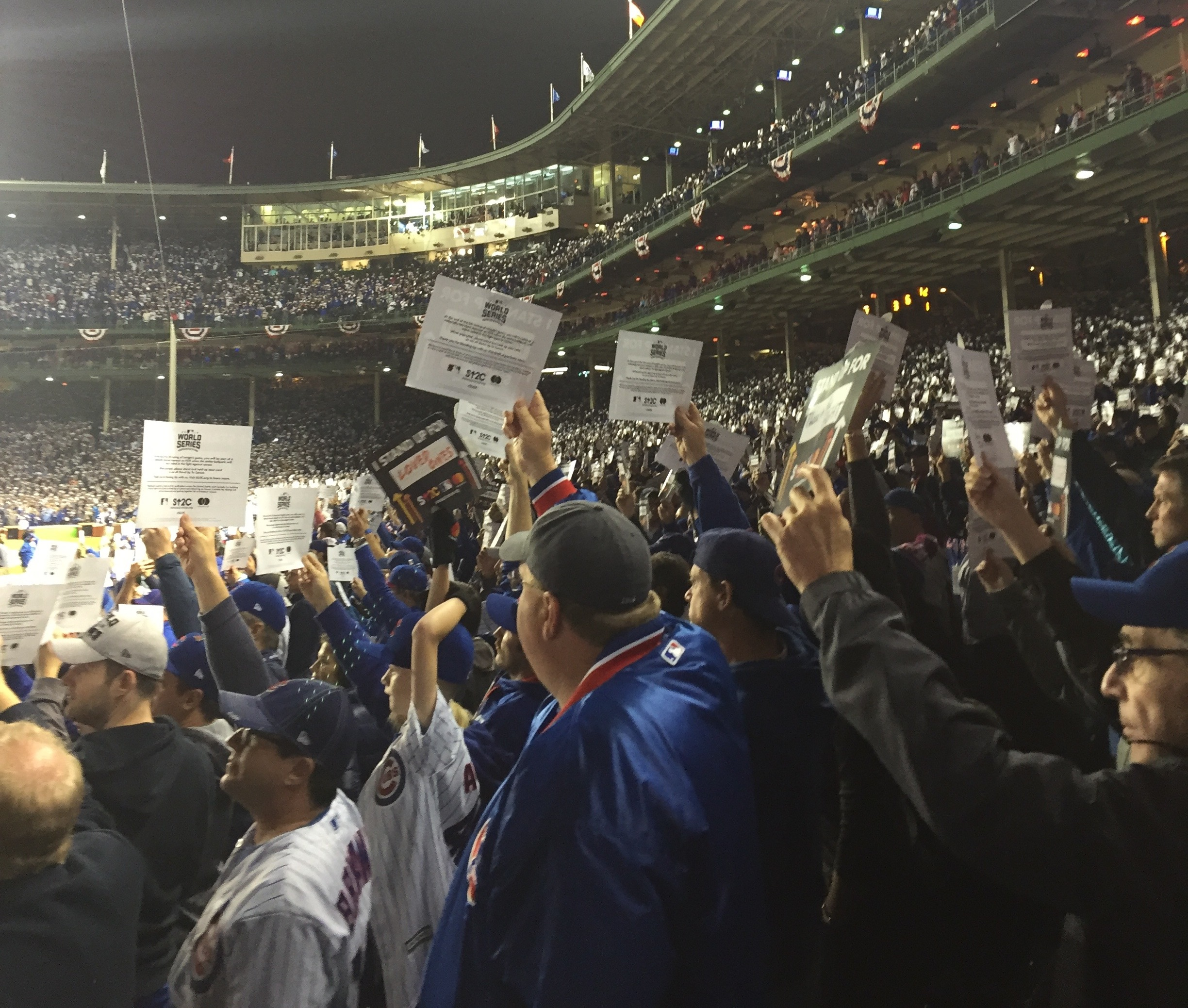
يشارك المشجعون بالوقوف وحمل اللافتات في المباراة الرابعة من بطولة العالم 2016

## فرق البحث الممولة
تبرعت التصدي للسرطان بمئات الملايين من الدولارات منذ تأسيس «فريق الأحلام» الأول في عام 2009. يجمع «فريق الأحلام» الذي تموله التصدي للسرطان الباحثين من المؤسسات والجامعات في جميع أنحاء العالم وكان من بين التعاونات الأكثر إنتاجية في الحصول على أدوية جديدة في السوق وتُموّل عديد الفرق بشكل مشترك مع منظمات أبحاث السرطان الأخرى. يجب أن يكون البحث ترجميًا ويتضمن أعضاء من المختبر والعيادات السريرية ولا يمكن أن يشمل أكثر من باحث رئيس واحد من كل مؤسسة. وترعى مؤسسات أخرى مرتبطة بالسرطان عديد فرق الأحلام.
- فريق الأحلام لسرطان البنكرياس التليستاغارتنلتصدي للسرطان-CRUK- Lustgarten [الإنجليزية] : إعادة برمجة الدوائر النسخية للسيطرة على سرطان البنكرياس (12 مليون دولار)

بقيادة دانييل فون هوف [الإنجليزية]، رونالد م. إيفانز، جيرارد إيفانز [الإنجليزية]
- التصدي للسرطان - فريق أحلام جمعية السرطان الهولندية : الكشف المبكر الجزيئي عن سرطان القولون والمستقيم[ب]

بقيادة جيريت أ. ماير، فيكتور فيلكوليسكو [الإنجليزية]
- التصدي للسرطان- تحالف صندوق أبحاث سرطان المبيض - فريق الأحلام التابع للتحالف الوطني لسرطان المبيض : علاجات إصلاح الحمض النووي لسرطان المبيض

بقيادة آلان دي أندريا [الإنجليزية] وإليزابيث سويشر
- فريق الأحلام لسرطان الرئة التصدي للسرطان- جمعية السرطان الأمريكية : استهداف سرطان الرئة المتحور KRAS

بقيادة جيفري إنجلمان وجيد د.ولشوك
- الأعضاء الورمية: نموذج ما قبل السريري الجديد لتحليل حساسية الأدوية

بقيادة هانز كليفرز، هانز بوس
- فريق الأحلام المشترك بين مؤسسة التصدي للسرطان ومؤسسة Lustgarten [الإنجليزية] لعلاج سرطان البنكرياس: تحويل سرطان البنكرياس إلى مرض قابل للعلاج

بقيادة إليزابيث م. جافي [الإنجليزية]، روبرت هـ. فونديرهايد
- التصدي للسرطان- . فريق أحلام سرطان الأطفال في سانت بالدريك [الإنجليزية] : علم المناعة الجينية لإنشاء علاجات جديدة لسرطانات الأطفال عالية الخطورة

بقيادة جون م. ماريس [الإنجليزية]، كريستال إل. ماكال
- فريق الأحلام التصدي للسرطان-CRI: حصار نقطة التفتيش المناعية ونقل الخلايا التبني في علاج السرطان

بقيادة جيمس ب. أليسون، أنطوني ريباس [الإنجليزية]، درو باردول [الإنجليزية]، كاسيان يي
- فريق الأحلام التصدي للسرطان-PCF2: استهداف المسارات التكيفية في سرطان البروستاتا النقيلي المقاوم للعلاج

بقيادة إريك جيه سمول وأوين ويت
- فريق الأحلام التصدي للسرطان-PCF: العلاج الدقيق لسرطان البروستاتا المتقدم

بقيادة أرول تشينايان [الإنجليزية] وتشارلز إل. سويرز
- فريق الأحلام التصدي للسرطان-MRA: الطب الشخصي للمرضى المصابين بسرطان النوع البري BRAF

بقيادة جيفري ترينت [الإنجليزية] وباتريشيا م. لوروسو
- نهج متكامل لاستهداف الأنواع الفرعية الجزيئية لسرطان الثدي ونمط مقاومتها

بقيادة جو دبليو جراي ودينيس سلامون [الإنجليزية]
- فريق الأحلام في علم الوراثة فوق الجينية فاري [الإنجليزية] -التصدي للسرطان ll

بقيادة بيتر أ. جونز وستيفن ب. بايلين [الإنجليزية]
- الهندسة الحيوية والتطبيقات السريرية لشريحة الخلايا السرطانية المتداولة

بقيادة دانييل هابر [الإنجليزية] ومحمد تونر [الإنجليزية]
- قطع إمدادات الوقود: نهج جديد لعلاج سرطان البنكرياس (22 مليون دولار)

بقيادة كريغ ب. تومسون [الإنجليزية] ودانييل فون هوف [الإنجليزية]
- استهداف PI3K في سرطانات النساء

بقيادة غوردون ب. ميلز [الإنجليزية]، لويس سي. كانتلي
- فريق البحث الترجمي لمستقبلات المستضدات الكيميرية للخلايا التائية (CAR-T) التابع لمؤسسة التصدي للسرطان-Lustgarten

بقيادة كارل جون، إي. جون ويري، شيللي إل. بيرجر [الإنجليزية]
- فريق الأحلام التابع لمركز التصدي للسرطان لسرطان القولون والمستقيم: استهداف نقاط الضعف الجينية والأيضية والمناعية لسرطان القولون والمستقيم

بقيادة تشارلز إس فوكس [الإنجليزية]، تشنغهي وانج، لويس سي كانتلي، لويس أ. دياز جونيور
ساهمت الأبحاث التي أجرتها هذه الفرق في تطوير علاجين حصلا على موافقة إدارة الغذاء والدواء الأمريكية وهما : بالبوسيكليب، وأبراكسين بالإضافة إلى جيمسيتابين.

## الولايات المتحدة

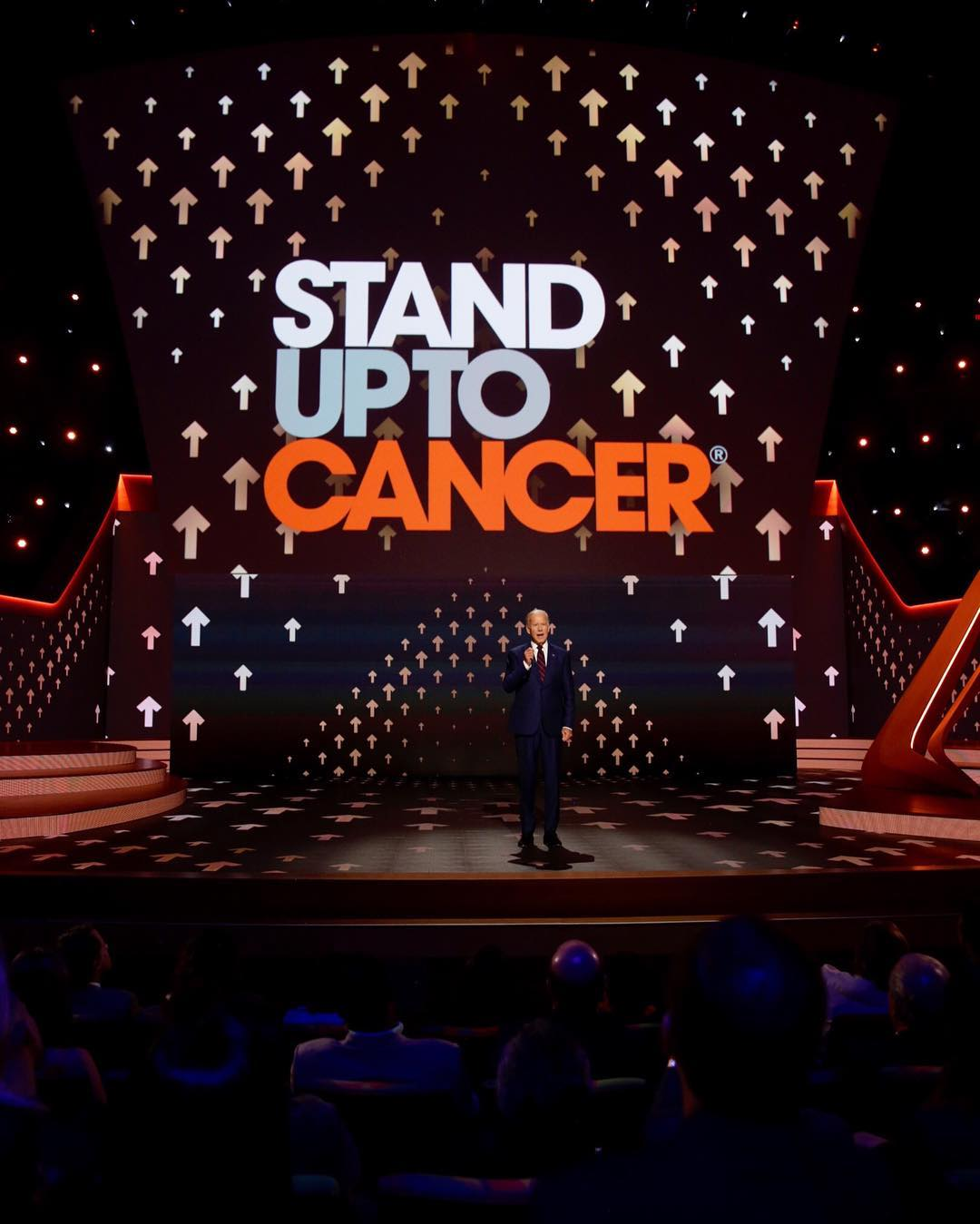
جو بايدن يتحدث خلال حملة جمع التبرعات لمكافحة السرطان عام 2016.

بُثت ستة ماراثونات تلفزية في الولايات المتحدة وهي متاحة لأكثر من 190 دولة. حتى الآن، تم التعهد بدفع أكثر من 603 مليون دولار لدعم برامج أبحاث السرطان المبتكرة في مبادرة التصدي للسرطان.
أقيم أول حدث للتصدي للسرطان في 5 سبتمبر 2008، وجُمع أكثر من 100 مليون دولار. أما الثاني فقد انعقد في 10 سبتمبر 2010.  أقيم الحفل الثالث في 7 سبتمبر 2012، والحفل الرابع في 5 سبتمبر 2014، وقدمته جوينيث بالترو وكيتي كوريك من لوس أنجلوس. وقد أقيم الحفل الخامس في 9 سبتمبر 2016. بلغ متوسط التقييمات المجمعة لماراثون التبرعات التلفزي لعام 2014 1.8 من 2.1 في عام 2012.  بُثّ الحفل السادس في 7 سبتمبر 2018، وجمع أكثر من 123 مليون دولار. بُثّ هذا الحدث على أكثر من 70 شبكة بث وكابل ومنصات بث اجتماعي، بما في ذلك: سي بي إس وإتش بي أو وإن بي سي.
في كندا، بُث الماراثون التلفزي لعام 2014 في 5 سبتمبر 2014 بالتزامن [الإنجليزية] مع النسخة الأمريكية، وبالتزامن على شبكات اللغة الإنجليزية شبكة سي بي سي وسيتي وسي تي في ووغلوبال، بالإضافة إلى CHCH-DT في هاميلتون بأونتاريو، و CHEK-DT في فيكتوريا بكولومبيا البريطانية، و CJON-DT في سانت جونز بنيوفاوندلاند ولابرادور، والقنوات المتخصصة TLN وFight Network و قناة غيستو [الإنجليزية] و AMI-TV وقنوات Hollywood Suite. يعود الفضل في بث الماراثون التلفزي في كندا إلى مؤسسة EIF Canada، وهي الذراع الكندية لمؤسسة صناعة الترفيه، حيث تذهب جميع التبرعات لصالح أبحاث السرطان في كندا.
لم يُقام في خريف عام 2020 بسبب جائحة فيروس كورونا، ولكنه أُجل إلى 21 أغسطس 2021.

## المملكة المتحدة
في 19 أكتوبر 2012، بثت القناة الرابعة في المملكة المتحدة أول برنامج تلفزي لها من أجل مكافحة السرطان وقدمه كلٌ من دافينا مكال [الإنجليزية] وآلان كار إلى جانب الدكتور كريستيان جيسن [الإنجليزية].بُثّ الماراثون التلفزي الثاني في 17 أكتوبر 2014، والذي قدمه مرة أخرى كل من ماكول وكار إلى جانب الدكتور جيسن. وتلا ذلك ماراتون تلفزي آخر في المملكة المتحدة، وواصلت القناة الرابعة، بث العرض في عامي 2016 و2018.
تشمل أنشطة جمع التبرعات التي تقوم بها حملة التصدي للسرطان في المملكة المتحدة تحدي London 3 Peaks، والذي يتضمن قيام المشاركين بالركض على سلالم برج هيرون [الإنجليزية] وبرج سويس ري و 200 Aldersgate قبل النزول [الإنجليزية] بالحبال من خارج 200 Aldersgate.
رغم إلغاء النسخة الأمريكية الأصلية لبرنامجها الخيري السنوي، وتوقف قناة ITV عن عرض برنامجها "Text Santa"، فقد جدولت القناة الرابعة برنامج خيري سنوي على مدار العامين الماضيين، بالإضافة إلى عدد من البرامج الخيرية الخاصة بالمشاهير على الشبكة. أقيم آخر مؤتمر في 15 أكتوبر 2021، واستضافه آلان كار، وآدم هيلز، ومايا جاما، ودافينا مكال. بالإضافة إلى ذلك، أعلنت القناة الرابعة عن عودة جوائز الكوميديا البريطانية [الإنجليزية] لمبادرة التصدي للسرطان، ومن المقرر أن تُقام جوائز الكوميديا الوطنية التي أعيدت تسميتها في لندن في 15 ديسمبر 2021.

## الملاحظات
1. ↑  أيه بي سي، إن بي سي، سي بي إس، فوكس
2. ↑  MEDOCC
3. ↑  فريق أحلام سرطان الثدي
4. ↑  فريق أحلام سرطان البنكرياس
5. ↑  في العديد من المناطق

## الروابط الخارجية
- موقع التصدي للسرطان
- موقع التصدي للسرطان Canada